# スカラ座 (豊橋市)
スカラ座（スカラざ）は、愛知県豊橋市広小路1丁目にあった映画館。

## 歴史

### 豊橋市の映画館
愛知県豊橋市は東三河地方の中心都市である。1901年（明治34年）には朝日座で豊橋初の活動写真の上映が成功。1940年（昭和15年）末には豊橋市街地に8館の映画館が存在し、1945年（昭和20年）6月の豊橋空襲によって一時的に市街地から映画館が消滅したものの、戦後には相次いで映画館が再開館した。1957年（昭和32年）の豊橋市には10館の映画館があり、日本の映画館数がピークを迎えた1960年（昭和35年）頃、豊橋市の中心市街地には12館の映画館があった。

### 広小路日活会館/スカラ座(1962-2001)
1962年（昭和37年）に広小路1丁目に広小路日活会館として開館。運営は中日興行。鉄筋コンクリート造4階建。607人収容。1963年（昭和38年）3月に洋画封切館のスカラ座に改称。1967年（昭和42年）4月30日にはキャバレーがあったビルの地下に、洋画主体の広小路ロマン（89席）を開館。1975年（昭和50年）には広小路ロマンがみゆき座に改称。
1984年（昭和59年）には大規模な改装を行い、2階にスカラ座1（250席）を、4階にスカラ座2（250席）を、地下のみゆき座をスカラ座3（130席）に改称し同年12月28日にリニューアルオープン。スカラ座の収容人数は607人で豊橋市最大級だった。正月や盆などは一般映画、それ以外の時期は大人向け洋画の上映が多かった。
1999年（平成11年）には豊橋市郊外のホリデイ・スクエアに、日本最大級のシネマコンプレックスであるAMCホリデイ・スクエア18豊橋（現：ユナイテッド・シネマ豊橋18）が開館。競合の末スカラ座は2001年（平成13年）2月に閉館した。なお、前年の2000年（平成12年）には豊橋松竹会館ビルと豊橋東映劇場ビルが相次いで閉館しており、豊橋市から従来型の映画館が消滅している。同じ広小路にはモーニングサービス発祥の地とされる「喫茶仔馬」があったが、スカラ座と同時期に閉店となった。

### 閉館後
2002年（平成14年）11月-12月には旧スカラ座の4階と旧豊橋西武東宝を会場として、豊橋青年会議所が「とよはしまちなかスロータウン映画祭」を初開催した。2003年（平成15年）の第2回映画祭、2004年（平成16年）の第3回映画祭はスカラ座が単独で会場となっている。2005年春にはスカラ座跡地にカラオケ店がテナントとして入居し、映画祭の会場は豊橋グランドホテルに移った。跡地のスカラ座ビルにはカラオケ店・居酒屋などが入居している（後述）。

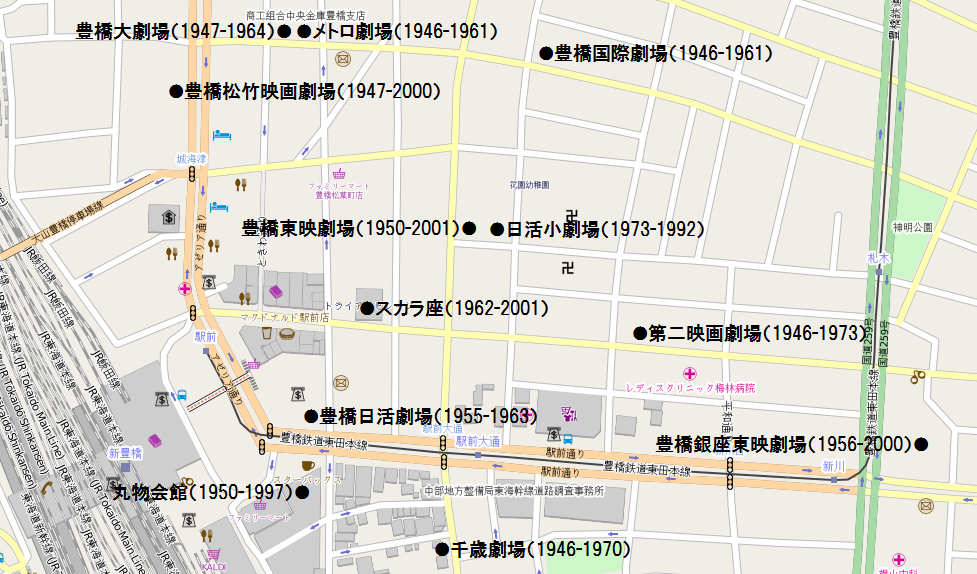
戦後の豊橋市中心部に存在した映画館

| 階                     | 入居施設                                                       |
| ---------------------- | -------------------------------------------------------------- |
| 4階 （旧スカラ座2）    | カラオケCHIKARA豊橋駅前店                                      |
| 3階                    | この節の 加筆 が望まれています。                               |
| 2階 （旧スカラ座1）    | やるき茶屋 豊橋広小路店                                        |
| 1階                    | 庄や 豊橋広小路店                                              |
| 地下1階 （旧みゆき座） | フジヤマドラゴン豊橋店（2015年1月28日～） ニクバルダカラ豊橋店 |
| [icon]                 | この節の加筆が望まれています。                                 |